# Plaza Louise Catherine Breslau y Madeleine Zillhardt
La plaza Louise Catherine Breslau y Madeleine Zillhardt (en francés, Place Louise-Catherine-Breslau-et-Madeleine-Zillhardt) está localizada en el centro de París.
Es una plaza localizada en el VI Distrito de París, entre la Rue Dauphine, la Rue Mazarine, la Rue Saint-André-des-Arts, la rue de Seine y la rue de l'Ancienne-Comédie. 
Este lugar toma su nombre de la pintora alemana Louise Catherine Breslau (1856–1927) y de la escritora francesa Madeleine Zillhardt (1863-1950).

## Historia
La ciudad de París decidió el nombre en 2018, por voto del Consejo de París.

## Transporte
- Estación de Odéon: líneas  y